# Sutton-on-Hull
Sutton-on-Hull – dzielnica w Kingston upon Hull, w Anglii, w East Riding of Yorkshire, w dystrykcie (unitary authority) Kingston upon Hull. W 2011 dzielnica liczyła 12 649 mieszkańców. Sutton-on-Hull jest wspomniana w Domesday Book (1086) jako Su(d)tone.